# Ежовница
Ежо́вница, или Иглица, или Эхинария (лат. Echinária) — монотипный род травянистых растений семейства Злаки, или Мятликовые (Poaceae). Включает единственный вид — Ежовница голо́вчатая (Echinaria capitáta).

## Ареал
Родина — страны Средиземноморья, вид распространён до Крыма и Закавказья.

## Ботаническое описание
Однолетнее травянистое растение, 5—25 см высотой. Сильно укороченное соцветие имеет вид шаровидной головки из 2—3 цветковых колосков с недоразвитыми верхними цветками. Цветочные чешуи разделены вверху на несколько растопыренных зубцов.

## Синонимика
Рода
- Panicastrella Moench (1794), nom. rej.
- Reimbolea Debeaux (1890)

Виды
- Cenchrus capitatus L. (1753)basionym
- Echinaria capitata var. pumila (Willk.) Willk. (1861)
- Echinaria capitata var. todaroana Ces. (1868)
- Echinaria pumila Willk. (1848)
- Echinaria spicata Debeaux (1890)
- Echinaria todaroana (Ces.) Cif. & Giacom. (1950)
- Panicastrella capitata (L.) Moench (1794)
- Reimbolea spicata Debeaux (1890)